# Erdal Keser
Erdal Keser (Istanboel, 20 juni 1961) is een Turks voetbalcoach en voormalig voetballer. Hij was de assistent-trainer van Galatasaray SK vanaf de zomer van 2005 tot en met 2006. In mei 2007 zou Keser de nieuwe trainer worden van de club, maar wegens privéproblemen ging dat niet door.
Als voetballer was Keser actief voor onder meer Borussia Dortmund, Sarıyer GK en Galatasaray SK.